# Infurcitinea safedella
Infurcitinea safedella är en fjärilsart som beskrevs av Petersen 1973. Infurcitinea safedella ingår i släktet Infurcitinea och familjen äkta malar.
Artens utbredningsområde är Afghanistan. Inga underarter finns listade i Catalogue of Life.